# Абрахам Сінков
Абрахам Сінков (англ. Abraham Sinkov; 1907—1998) — американський криптограф.

## Біографія
Народився в Філадельфії, в сім'ї євреїв-іммігрантів з Росії, виріс в Брукліні, закінчив Сіті Коледж в Нью-Йорку, після чого деякий час викладав математику в школах Нью-Йорка. У 1930 році Сінков разом зі своїм шкільним другом Соломоном Кульбаком дістали пропозицію про працевлаштування на цивільну службу, і були прийняті на роботу як молодші криптоаналітики, хоча в той час ще не уявляли, що це за робота. В цей час Вольф Фрідман формував штат американської служби радіотехнічної розвідки. А. Сінков і С. Кульбак стали третім і четвертим співробітниками цієї організації.
Вольф Фрідман навчав молодих співробітників криптографії, проводячи спеціальні тренінги в таборі в Форт-Міді. Випускники його отримували звання офіцерів запасу, а Сінков і Кульбак також здобули докторські ступені з математики (Сінков здобув докторський ступінь в 1933 році в Університеті Джорджа Вашингтона). У 1936 році А. Сінков дістав призначення в Зону Панамського каналу, де організував перший пост радіоперехоплення армії США за межами території Сполучених Штатів.
Завдяки успіхам криптоаналітиків після 1935 року було зламано японські дипломатичні шифри, що сприяло зростанню авторитету американської служби радіорозвідки, а також збільшення її фінансування урядом США і зростання чисельності персоналу.
У 1940 році США і Велика Британія почали обмін матеріалами, розшифрованими криптоаналітиків, що продемонструвало значний успіх англійців у зломі німецьких кодів, а їх американських колег — японських кодів. Це призвело до безпрецедентного рівня співпраці в сфері радіоелектронної розвідки між двома країнами під час Другої світової війни.

## Друга світова війна
У січні — квітні 1941 року А. Сінков в чині капітана знаходився в складі делегації американських спецслужб у Великій Британії для обміну інформацією про програми дешифрування ворожих кодів. А. Сінков і його колеги відвідали Блетчлі-Парк — штаб-квартиру британських криптографів, а також обмінялися інформацією про німецькі та японські системи кодів. До цих пір неясно, в якому обсязі англійці посвятили американську делегацію в деталі зламаних кодів німецької шифрувальної машини «Енігма». Місія до Великої Британії була в цілому успішною і сприяла подальшому розвитку співпраці британських і американських криптологів.
Після нападу японців на Перл-Харбор 7 грудня 1941 року японська армія також атакувала Філіппінські острови. Генералові Д. Макартуру наказали покинути Філіппіни й створити базу для армії США в Австралії. Макартур, розуміючи необхідність дешифрувальної служби, своїм наказом 15 квітня 1942 року утворив Центральне бюро радіорозвідки в Мельбурні (згодом його перебазовано в Брісбен). У липні 1942 року Сінков прибув у Мельбурн як керівник американського підрозділу Центрального бюро. Центральне бюро формально очолював генерал С. Ейкін, але в дійсності він рідко з'являвся в цій організації, фактично керівництво Центральним бюро здійснював Сінков, який проявив хороші організаторські здібності й зумів в короткий термін сформувати єдину команду з американців і австралійців. Діяльність Центрального бюро сприяла успіху дій американської армії в повітряній війні проти японців і дозволила одержати ряд перемог в операціях на Нової Гвінеї і на Філіппінах.
Коли було збито один із ворожих літаків, що забезпечував ключі від таємного японського зв'язку між повітрям і землею, було встановлено, що доктор Сінков вже розбив більшу частину кодів.
 Сінков чудово працював.— Девід Кан

## Повоєнна діяльність
Після війни А. Сінков служив в  «Агентстві безпеки армії» (ASA), а в 1949 році, коли було створено «Агентство безпеки збройних сил» (AFSA) — перша централізована криптографічна організація в США, Сінков став в ньому керівником програми безпеки комунікацій і зберіг цю посаду при реорганізації агентства в АНБ в 1952 році.
У 1954 році А. Сінков став другим співробітником АНБ, який закінчив Національний військовий коледж англ. National War College (першим був Л.Торделла). Повернувшись в АНБ, він став заступником директора, помінявшись місцями зі своїм старим колегою Ф. Роулеттом. А. Сінков вийшов у відставку з АНБ в 1962 році в званні полковника.
У 1966 році він написав книгу Елементарний криптоаналіз: математичний підхід, це була одна з перших книг з криптографії, доступних для широкого загалу.
Після завершення своєї 32-річної кар'єри в АНБ А. Сінков працював як професор математики в Університеті штату Аризона.

## Відзнаки
Помер в 1998 році в лікарні в Месі, штат Аризона. У нього була хвороба Паркінсона і серцева недостатність. Його ім'я увічнене в Залі слави військової розвідки США і Залі Слави Агентства національної безпеки США.
У серпні 1997 року д-р Сінков дістав листа від президента Клінтона, який привітав його з 90-річчям з дня народження, і «подякував йому за видатний внесок у нашу безпеку».
Він був одним з провідних математиків у розвитку криптологічного співтовариства у Другій світовій війні та в післявоєнний період.— Майк Левін.